# St. Jakobus (Emhof)

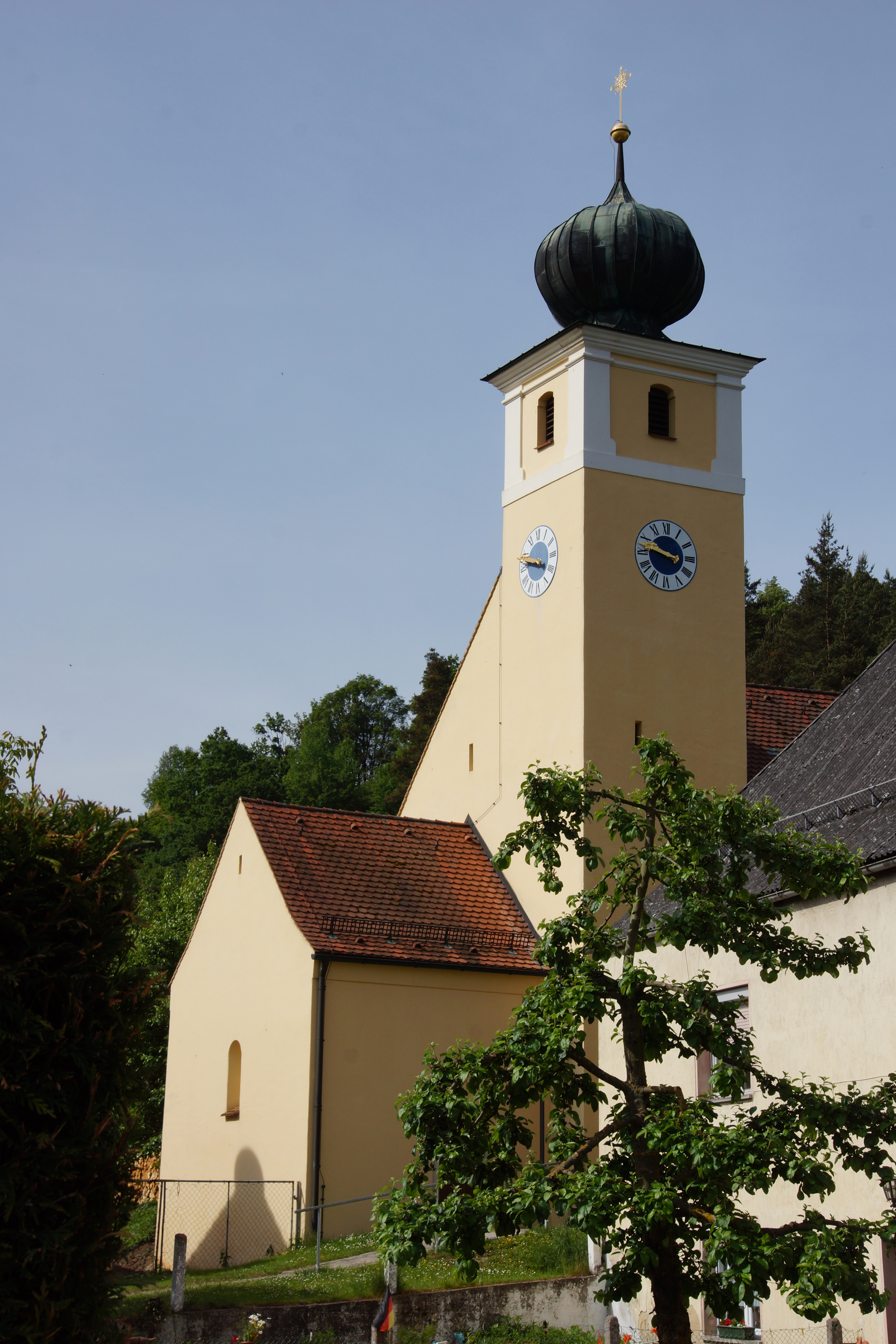
Kirche St. Jacobus in Emhof

Die römisch-katholische Nebenkirche St. Jakobus liegt in dem Ortsteil Emhof der Oberpfälzer Marktgemeinde Schmidmühlen; die Kirche gehört zur Pfarrgemeinde Dietldorf.

## Geschichte
Die Kirche  ist dem Apostel Jakobus geweiht. 997 wird in den Traditionen des Klosters Emmeram eine capella ad Emmenhoven erwähnt, für die der Abt Ramwod den Zins einer Hube für die Lichter in den Kapellen „Premberg und Emmhofen“ gibt.

„Bekanntgemacht sei allen Getreuen Christi, dass Abt Ramwold zu zwei Kapellen, von denen eine in Premberg a. d. Naab, die andere in Emhof liegt, eine Hube gegeben hat, damit diese Hube zu den oben erwähnten Kapellen einen Lichtzins, in den Keller der Mönche aber brasium (d. i. etwas Eßbares) reiche, unter der Bedingung, dass, falls ein fremder Geistlicher dem Kloster diese Kapellen entfremden will, der Abt dieses Klosters zurückerhalten wird, was er wohlwollend gegeben hat. “

Die Kirche stand immer schon innerhalb des Berings der Burg Emhof; bei der Kirche war in den früheren Jahrhunderten auch ein Begräbnisplatz angelegt.
An der Nordostecke des Langhauses ist der aus der Erbauungszeit stammende Kirchturm eingebaut. Das romanische Portal an der Nordseite stammt ebenfalls noch aus der Entstehungszeit der Kirche. Unterhalb der jetzigen Glockenstube sind die rundbögigen Schallöffnungen der romanischen Glockenstube erhalten, drei sind vermauert, eine ist offen. Von dem romanischen Bau sind an der Westseite noch Eckquader erkennbar. Das Langhaus ist flach gedeckt. Im 18. Jahrhundert erhielt die Kirche eine barocke Kuppel. Die letzte Außenrenovierung fand 1989 statt, die letzte Innenrenovierung 1993.
Die Kirche besitzt drei Glocken: Die größte von ihnen wurde von Johann Schelchshorn 1671 in Regensburg gegossen, die zweite von Johann Ulrich Schelchhorn 1702 in Neuburg. Die dritte Glocke wurde in neuerer Zeit von Josef Sperl († 2003) aus Emhof gespendet.
Die Turmuhr wurde zu Beginn des vorigen Jahrhunderts von der Familie des damaligen Schlossbesitzers, ein Freiherr von Rummel gestiftet. Die Uhr stammt ursprünglich von dem Kapuzinerkloster von Burglengenfeld, das bei der Säkularisation von 1803 aufgelassen wurde.

## Innenausgestaltung
Der quadratische Chor ist eingezogen; er ist mit einem gegrateten Kreuzgewölbe und einem Hochaltar ausgestattet. Vor dem Chorbogen (ohne Kämpfer errichtet) steht seit 1993 der neue Volksaltar, der mit einer Emmaus-Gruppe verziert ist. Oberhalb der Chorbogens findet sich ein barockes Bildnis von Maria als Rosenkranzkönigin. Der linke Nebenaltar stammt aus der Renaissance und zeigt die Verklärung des Herrn, er wurde von der Schlosskirche von Kirchenödenhart hierher versetzt. Der Hauptaltar wurde in der Rokokozeit gefertigt. Das Altarbild wurde 1882 von dem Maler und Bildhauer Josef Scharf aus Burglengenfeld geschaffen.
Unter der Empore sind seit 2007 zwei Gedenktafeln für die im Ersten und Zweiten Weltkrieg gefallenen und vermissten Soldaten angebracht. An der nördlichen Schiffwand ist neben dem Hauptportal eine Holzfigur der Hl. Barbara. Im Kircheninneren findet sich des Weiteren ein Kreuzweg, eine Statue mit der Darstellung Jesus Christus, „der auferstandene Herr“, und an der südlichen Schiffswand sind zwei spätgotische Holzfiguren St. Wolfgang und St. Stephanus angebracht.
In der Kirche finden sich mehrere Grabsteine von den Familien der Hofmarksbesitzer: An der Nordwand ist das Epitaph von Frau Katharina Freyin von Maffey, geborene Zelerin, Freyin von Ettmannsdorf, † 18. August 1710, oberhalb ist ein Allianzwappen der Maffey und Zeller, an den Ecken sind vier kleinere Wappen. Ferner ist hier ein Grabstein mit der Aufschrift Allhier ligen begraben Des Wolgebornen Herrn Tobiasn herrstentzki freiherrens von Herrstain und Welhartits 2 junge Freulein, jedes vor Wochen Alt, welch got genad. In der Vertiefung sind die Hochreliefs zweier Kinder, in den Ecken zwei Wappen, um 1600 aus Solnhofer Stein. Mit einer dritten Grabplatte wird einem sechs Tage alten Kind Domicilla Magdalena Margaretha Franziska Paul. Antonia de Maffei de Laserra gedacht, † 12. April 1746.
An der Südwand befindet sich eine Inschrifttafel, mit der an ein hiesiges Treffen im Spanischen Erbfolgekrieg erinnert wird: Gedenk Tafel. Im spanischen Erbfolge Kriege fiel in dieser Gegens Mittwochs am 28. März 1704 (sic! eigentlich 1703) ein Treffen zwischen den kurbayerischen und kaiserlich-fränkischen Truppen vor, in welchem der kaiserliche General-Feldmarschall Lieutenant, Markgraf Georg Friedrich von Brandenburg-Ansbach, tödlich verwundet wurde.